# Ildikó Mincza-Nébald
Ildikó Mincza-Nébald (nume de fată Ildikó Mincza, n. 6 decembrie 1969, Budapesta, Republica Populară Ungară) este o fostă scrimeră maghiară specializată pe floretă și pe spadă. A participat de patru ori la Jocurile Olimpice.
Mincza-Nébald a fost campioană mondială de juniori la spadă în 1999. La prima sa participare olimpică de la Barcelona 1992 a concurat la proba de floretă, pentru că era, în acel moment, singura probă de scrimă pentru femeie la Jocurile Olimpice. S-a clasat pe locul 26. La Sydney 2000 a concurat la spadă. De data asta, a încheiat concursul pe locul 9. La Barcelona 2004 a ajuns în semifinală, dar a fost învinsă la o tușă de franțuzoaica Laura Flessel-Colovic. A cedat în „finala mică” cu franțuzoaica Maureen Nisima și a rămas fără medalie. La Beijing 2008 a ajuns din nou în semifinală, unde a pierdut la o tușă cu românca Ana Maria Brânză. Apoi a întâlnit-o pe chinezoaica Li Na și s-a impus cu scorul 15–11, cucerind medalia de bronz. 
A câștigat o medalie de bronz la Campionatul Mondial din 1999 de la Seul și a fost campioană europeană în 2001 la Koblenz. Cu echipa Ungariei Mincza-Nébald a fost dublă campioană mondială în 1999 și în 2002 și campioană europeană în 2001.
Este soția sabrerului György Nébald.